# Guilherme de Melo
Guilherme José Fernandes de Melo (Ressano Garcia, 20 de Janeiro de 1931 - Lisboa, 29 de Junho de 2013) foi um jornalista, escritor, poeta e pioneiro da libertação gay português, autor de numerosas obras de ficção e não-ficção.

## Vida e obra
Filho de um funcionário público que fez carreira na administração ferroviária e de uma dona de casa, muito apegada aos filhos e a ele em particular, concluiu o 7.º ano do liceu com muito boas notas, denotando um grande talento para a escrita e as actividades culturais. No entanto, ao contrário do esperado, não viajou até à Metrópole para prosseguir estudos universitários, em Filologia Clássica, mas decidiu ficar junto dos pais e fazer carreira na administração pública, para ajudar ao sustento da família. Apesar da sua notória competência, depressa se apercebeu, contudo, da sua repugnância em colaborar com o brutal colonialismo dos seus superiores e aceitou um convite oportuno para enveredar pelo jornalismo, o que fez com enorme sucesso. Em 1952 entrou para o jornal Notícias de Moçambique. De 1956 a 1959 colabora com Reinaldo Ferreira, Jr. no teatro radiofónico do Rádio Clube de Moçambique. O seu livro de contos A Estranha Aventura foi editado em 1961. Em 1965 publica As Raízes Do Ódio que foi apreendido pela PIDE. Escreveu as letras de duas canções do primeiro disco de Natércia Barreto. Em 1974 lança o livro Menino Candulo, Senhor Comandante.
Casou catolicamente com uma amiga professora que se apaixonara por ele, apesar de ele lhe ter dito que era homossexual, orientação que se lhe manifestara muito precocemente. O casamento, nunca consumado, durou quatro anos, acabando por ser anulado, a pedido da mulher que queria refazer a vida com outro homem, situação que causou escândalo na conservadora sociedade moçambicana, tanto mais que Melo era figura destacada na mesma. Contudo, Guilherme de Melo, não fugiu, nem se acobardou, assumindo desde logo a sua condição homossexual, vivendo abertamente com sucessivos amantes.
Em Outubro de 1974, na sequência de acontecimentos políticos que conduziriam à independência da até então província ultramarina portuguesa de Moçambique, mudou-se para Lisboa, indo trabalhar para o Diário de Notícias, até se reformar em 1998. Algumas das suas obras tratam de temas da vivência homossexual, destacando-se o autobiográfico A Sombra dos Dias (1981). Em 2002 é lançado o livro Gayvota e em 2004 é publicado Crónicas dos Bons Costumes.
Entre muitas entrevistas na imprensa, na rádio e na televisão, é de destacar a sua participação num programa da RTP em 1982 (ano em que foi descriminalizada em Portugal) dedicado à homossexualidade, que contava ainda com a presença de Natália Correia, um padre, um psicólogo, um psiquiatra e uma mãe de família. Voltou a ser entrevistado em 1992 no programa da RTP2 Falar Claro, em 1996, na reportagem da SIC Entre Iguais e em 1998 no programa Carlos Cruz, Quarta-Feira.
Em 1985 iniciou a relação com o seu último companheiro, 28 anos mais jovem, que viria a morrer em 2009. Em 2008, Guilherme de Melo sofreu um AVC, vindo a morrer de cancro em 2013.